# آروهد (ویرجینیا)
آروهد (به انگلیسی: Arrowhead) یک منطقهٔ مسکونی در ایالات متحده آمریکا است که در شهرستان البمارل، ویرجینیا واقع شده است.